# Jammerbugt Bibliotekerne
Jammerbugt Bibliotekerne omfatter bibliotekerne i Brovst, Fjerritslev, Pandrup og Aabybro. De udgør biblioteksvæsenet i Jammerbugt Kommune.

## Bogen Kommer
Jammerbugt Bibliotekerne kan som en del af sin virksomhed tilbyde en Biblioteket Kommer-service, som indebærer, at ældre og handicappede lånere, som ikke selv kan komme på biblioteket, kan få bragt bøger og andre materialer hjem til sig selv.
Biblioteket ser det som en vigtig opgave at bidrage til, at ældre og handicappede medborgere kan få en højere livskvalitet ved at kunne give inspiration til læse-, musik- og filmoplevelser.

## Pandrup Bibliotek
Lundbakvej 3 A,
9490 Pandrup
Åbningstider: Mandag 13-18, tirsdag og onsdag 10-17, torsdag 13-17, fredag 13-16 og lørdag 10-13
Pandrup Bibliotek ligger centralt i byen i en rødstensbygning fra 1990. Biblioteket betjener borgerne i byerne Pandrup, Kaas, Moseby, Rødhus, Blokhus, Hune, Saltum, Sdr. Saltum, Ingstrup og V. Hjermitslev og det tilhørende opland, herunder et stort sommerhusområde.

## Brovst Bibliotek
Tekst mangler, hjælp os med at skrive teksten

## Fjerritslev Bibliotek
Fjerritslev bibliotek ligger midt i Fjerritslev by.
Åbningstiderne er mandag 13.00 – 18.00, tirsdag og onsdag 10.00 – 17.00, torsdag 13.00 – 17.00, fredag 13.00-16.00 og lørdag 10.00 – 13.00
Biblioteket betjener Fjerritslev skole, friskolen, Fjerritslev gymnasium, dagplejere, plejehjem og almindelige lånere. De fysiske rammer er et 2 plans-bibliotek opdelt i skønlitteratur, børnebibliotek og faglitteratur. I kælderlokalet befinder lokalarkivet sig, drevet delvist af bibliotekets personale og frivillige.
Per Lund Nielsen er i 2007 blevet afløst af Anna Kristensen som afdelingsleder.

## Aabybro Bibliotek
Tekst mangler, hjælp os med at skrive teksten

## Ekstern henvisning
- Jammerbugt Bibliotekerne (Webside ikke længere tilgængelig)

| Bogstak | Spire Denne biblioteksrelaterede artikel er en spire som bør udbygges. Du er velkommen til at hjælpe Wikipedia ved at udvide den. |

|  | Denne artikel om en bygning eller et bygningsværk kan blive bedre, hvis der indsættes et (bedre) billede. Du kan hjælpe ved at afsøge Wikimedia Commons for et passende billede eller lægge et op på Wikimedia Commons med en af de tilladte licenser og indsætte det i artiklen. |

|  | Denne artikel kan blive bedre, hvis der indsættes geografiske koordinater Denne artikel omhandler et emne, som har en geografisk lokation. Du kan hjælpe ved at indsætte koordinater i wikidata. |